# Chodź ze mną
Chodź ze mną – trzeci singel polskiego rapera Sitka. promujący album zatytułowany Wielkie Sny. Wydawnictwo, w formie digital download ukazało się 1 października 2015 roku własnym nakładzie.
Utwór wyprodukowany przez Jorguś Killer został zarejestrowany we wrocławskim Dobre Ucho Studio we współpracy z realizatorem Mateuszem „Grrracz” Wędrowskim. Kompozycja była promowana teledyskiem, które wyreżyserowało studio Dirt Video.

## Notowania
| Kraj   | Lista            | Pozycja |
| ------ | ---------------- | ------- |
| Polska | Eska – Gorąca 20 | 20      |

## Certyfikat
| Kraj          | Sprzedaż  | Certyfikat        |
| ------------- | --------- | ----------------- |
| Polska (ZPAV) | - 20 000+ | - platynowa płyta |